# Federico Sturzenegger
Federico Adolfo Sturzenegger (Rufino, 11 de febrero de 1966) es un economista y académico argentino que se desempeña como ministro de Desregulación y Transformación del Estado desde el 5 de julio de 2024, durante la presidencia de Javier Milei.
Graduado como licenciado en economía en la Universidad Nacional de La Plata, luego completó su doctorado en el Instituto de Tecnología de Massachusetts. Fue economista jefe en YPF entre 1995 y 1998. En 2001 cumplió funciones como secretario de Política Económica de la República Argentina en el gobierno de Fernando de la Rúa. Luego fue presidente del Banco Ciudad de Buenos Aires entre el 2008 y 2013, y diputado nacional por el partido Propuesta Republicana entre el 2013 y 2015  durante la gestión de Mauricio Macri en el Gobierno de la Ciudad de Buenos Aires. Entre 2015 y 2018, se desempeñó como presidente del Banco Central de la República Argentina durante la presidencia de Mauricio Macri. Fue profesor en la Universidad de California en Los Ángeles, Decano de la Escuela de Negocios de la Universidad Torcuato Di Tella y profesor de Políticas Públicas de la Kennedy School of Government en la Universidad de Harvard. 
Actualmente es profesor de la Universidad de San Andrés y profesor Honoris Causa de la Universidad HEC (Hautes Etudes Commerciales) en París. Es el segundo economista académico residente en Argentina con mayor impacto en la ciencia económica (basado en la cantidad y calidad de los artículos científicos publicados en revistas con referato).

## Biografía

### Primeros años
Cursó sus estudios medios en el Colegio Nacional de La Plata entre 1978 y 1983. En 1987 obtuvo su licenciatura en Economía en la Universidad Nacional de La Plata y en 1991 su doctorado en economía en el Instituto de Tecnología de Massachusetts. Luego de un período como profesor en la Universidad de California en Los Ángeles (1991-1994), volvió a la Argentina cuando el presidente de  Yacimientos Petrolíferos Fiscales (YPF), José Estenssoro, lo nombró economista jefe de YPF, cargo que ocupó entre 1995 y 1998. En 1998 Sturzenegger dejó su posición allí para desempeñarse como decano de la Escuela de Negocios de la Universidad Torcuato Di Tella, cargo que ocupó en los períodos 1998 a 2000 y 2002 a 2005.

### Secretario de Política Económica (2001)
En marzo de año 2001 durante el gobierno de Fernando de la Rúa ocupó el cargo de secretario de Política Económica en Argentina, dentro de la órbita del Ministerio de Economía entonces a cargo de Ricardo López Murphy, quien días después sería reemplazado por Domingo Cavallo. renunciando a fines de 2001.

#### Megacanje
El Megacanje es el nombre por el que se conoce a una operación financiera realizada durante el gobierno de Fernando de la Rúa (1999-2001) y llevada a cabo por el entonces ministro de economía Domingo Cavallo. 
El Megacanje tuvo lugar en medio de la mayor crisis económica de la historia argentina, que se extendió entre los años 1999 y 2002. Fue una operación de extensión de plazo de la deuda pública en la que se aceptaron 46 bonos y se emitieron 5 nuevos en su reemplazo. Las tasas de interés efectivas fueron entre 14.5 % y 16 %. El Megacanje fue una operación muy discutida porque la extensión de plazos se produjo en un momento de altas tasas de interés.
Argentina debía pagar en el período 2001 a 2031 por los vencimientos de su deuda un valor que alcanzaba los 60 500 millones de dólares, pero luego del Megacanje ese valor se incrementaría en un 63 % y llegaría a los 98 400 millones de dólares. La conveniencia de esta extensión de plazos fue discutida. De acuerdo a peritos que investigaron el Megacanje, se trataba de «evitar los efectos negativos que traería aparejada la cesación de pagos», además de argumentar que «la diferencia entre los valores nominales de la deuda nueva o deuda post canje y la deuda nueva o pre canje, tiene como explicación indubitable los diferentes tiempos de cancelación. Cabe aquí recordar que el uso del tiempo tiene un precio y que ese precio es el interés que, lógicamente, incrementa los valores nominales...»
Los resultados del Blindaje y el Megacanje incrementaron el peso de la deuda. Antes de embarcarse en estas operaciones hacia finales del año 2000, la deuda externa del país ascendía a los 80 000 millones de dólares. Con posterioridad al Megacanje, la deuda externa aumentaría hasta los 88 000 millones de dólares. Argentina debía pagar en el período 2001 a 2031 por los vencimientos de su deuda un valor que alcanzaba los 60 500 millones de dólares. Luego del Megacanje, ese valor se incrementaría en un 63 % y llegaría a los 98 400 millones de dólares. El peritaje por el Megacanje realizado por el experto en ingeniería financiera Moisés Resnick Brenner sostiene que el país sufrió un perjuicio valuado en 55 000 millones de dólares. Siete fueron los bancos implicados en esta operación y obtuvieron 150 millones de dólares en comisiones. Los bancos eran: Banco Francés, Santander Central Hispano, Galicia, Citigroup, HSBC, JP Morgan y Credit Suisse First Boston. Mientras tanto, David Mulford cobraría en carácter de comisiones 20 millones de dólares[cita requerida]. 
En el 2013, cinco días luego de asumir como diputado nacional del partido PRO, al momento opositor al gobierno, Federico Sturzenegger y todo el equipo de gobierno en funciones en el año 2001, fue procesado judicialmente por su participación en la operación en representación del Estado. Sturzenegger obtuvo un primer sobreseimiento de la Cámara Federal, aunque luego la Cámara de Casación reenvió nuevamente el trámite a primera instancia. El 12 de julio de 2015 fue sobreseído en esa instancia por el Juez Ramos; en los fundamentos de esta resolución se menciona que «la dependencia a cargo de Sturzenegger no tenía responsabilidad alguna en la tarea aludida, ni éste capacidad decisoria», que »la parte acusadora no había aportado ninguna prueba incriminatoria», que «ha quedado demostrado que no tuvo incidencia o participación alguna en el proceso mediante el cual se escogieron las entidades financieras agentes» y que «no se encontraba dentro de sus funciones la cuestión vinculada con selección o toma de decisiones con respecto a dicha temática» Elevado a la misma Cámara que había intervenido en el caso previamente, ésta confirmó el sobreseimiento. En septiembre de 2016 su sobreseimiento quedó firme cuando el Fiscal federal de cámara, Germán Moldes, no interpuso recurso de casación.

### Regreso a la actividad académica
En el año 2002 vuelve a su ocupación previa de decano de la escuela de negocios de la Universidad Torcuato Di Tella hasta el año 2005, ese mismo año fue elegido «Joven Líder Global» en el Foro Económico Mundial de Davos y en el 2006 recibió el Premio Konex, en la categoría Humanidades. Entre 2005 y 2007, Sturzenegger fue profesor visitante de políticas públicas en la Escuela de Gobierno John F. Kennedy de la Universidad de Harvard. En 2016 en nombrado profesor Honoris Causa de HEC. Desde agosto de 2019 se desempeña como profesor plenario en la Universidad de San Andrés.

### Presidente del Banco Ciudad de Buenos Aires
En febrero de 2008, Federico Sturzenegger fue nombrado presidente del Banco Ciudad por el entonces jefe de gobierno, Mauricio Macri.  En su presidencia que se extendió hasta 2013. La administración encabezada por Federico Sturzenegger desde 2008 se caracterizó desde sus inicios por despidos, el no reconocimiento del adicional por antigüedad, y  un régimen de promociones que desconocía la carrera bancaria. A su vez encaró la construcción de una nueva sede para la casa central del banco ubicada en la zona sur de la ciudad diseñada por el arquitecto británico Norman Foster siendo el primer edificio público con estándar ambiental Leed Silver. Este edificio finalmente se convirtió en la actual sede del Gobierno de la Ciudad de Buenos Aires. Durante su construcción la Comisión Gremial Interna, opuesta a la mudanza a la zona sur de la ciudad, denunció una serie de irregularidades en el proceso de construcción como por ejemplo falta y/o defectos en la publicación, ausencia de actas de designación del jurado, y fojas arrancadas del expediente de contratación. Todas esa denuncias fueron desestimadas por la justicia.
Durante su gestión el Banco Ciudad se convirtió en el primer banco en instalar una sucursal bancaria en zonas carenciadas con su sucursal la villa Los Piletones, (Villa Soldati). desarrolló un programa para la compra de taxis por parte de sus choferes, y financiación para bicicletas. Pero, principalmente, en términos de créditos logró escalar posiciones de ser el banco 12.º en términos de préstamos bancarios al sector privado al lugar 7.º. En este crecimiento fue central la ampliación de las líneas crediticias hipotecarias donde el Banco Ciudad llegó a ocupar la segunda posición en el país solo superado por el Banco Nación.
Durante su gestión, se implementó un sistema de ingresos meritocrático copiado del Banco Nacional de Desarrollo de Brasil. El sistema de ingreso implicaba llamados abiertos, una selección inicial por promedios, un examen en la Universidad de Buenos Aires, y cierta preferencia por aspirantes de colegios públicos en la última etapa de selección. Este sistema generó importantes movilizaciones en contra por parte de los empleados del banco ya que previamente sus hijos tenían acceso prioritario a la institución.  También se generó polémica debido a la contratación de su cuñado, Gabriel Rouillet, como jefe de asesores.
Durante este período se criticó que el Banco hubiera otorgado créditos hipotecarios preferenciales a funcionarios macristas, entre ellos a María Eugenia Vidal, el vicepresidente del banco Juan Curutchet, y el legislador PRO Enzo Pagani. Sturzenegger fue citado por la Legislatura para que brindara explicaciones que justificaran el otorgamiento de esos créditos, reunión a la que no concurrió. El Banco Ciudad, una vez que Sturzenegger dejó la presidencia, emitió un comunicado aclarando que esos tres créditos habían sido otorgados según las mismas condiciones crediticias que aplican a la cartera general de créditos.
Una revista llamada El Sindical menciona que durante su gestión empleados denunciaron maltrato laboral y «una situación de tensión que viven muchos de los empleados del Banco Ciudad que son perseguidos administrativamente o incluso amenazados». También sobre esto el Banco Ciudad emitió un comunicado desconociendo que existiera registro de dichas denuncias.
La Harvard Business School realizó un caso de estudio describiendo la renovación del Banco Ciudad y la gestión de Sturzenegger. Según un vídeo de Aldo Mussachio, autor de dicho caso de estudio menciona que Sturzenegger impidió que los gerentes se puedan jubilar cinco años antes de lo que antes se les permitía, extendiendo así sus obligaciones laborales por 5 años adicionales. Este caso de Harvard se motivaba en que el banco había pasado de una situación deficitaria cuando arribó a un abultado superávit pocos años después.  
Se acordó con la Asociación Bancaria un régimen especial para los empleados del call center que fue renovado plenamente en tecnología y en personal. Los egresados en escuelas públicas fueron priorizados para cubrir puestos de trabajo en el call center y que llegó a tener una velocidad promedio de respuesta menor a un minuto.

### Diputado nacional (2013-2015)
En diciembre de 2013, Federico Sturzenegger renunció como Presidente del Banco Ciudad para ser Diputado Nacional por la Ciudad de Buenos Aires por el PRO, siendo reemplazado por Rogelio Frigerio.

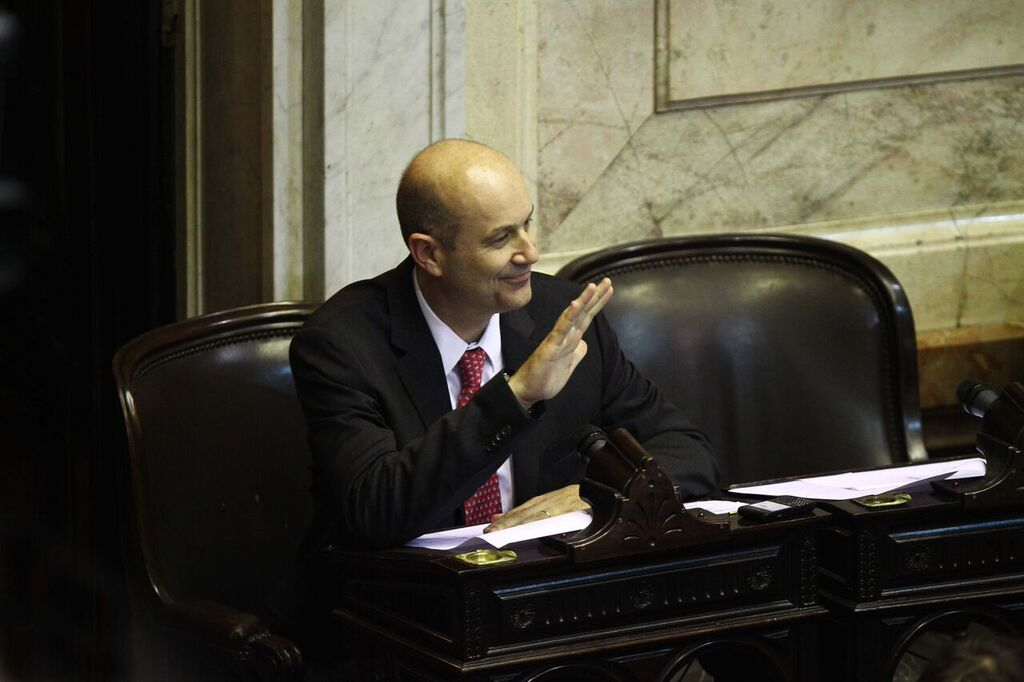
Jura de Federico Sturzenegger

 Durante el período que duró su ejercicio, presentó 11 proyectos de ley y sumó 81 votos afirmativos, 65 votos negativos, 8 abstenciones y 29 ausencias. En 2014 se ubicó en el puesto n.º 13 en términos de participación en la cámara.  
En 2015 apoyó la Ley 27.132 de reactivación de los ferrocarriles de pasajeros y de cargas, propuesto por el entonces ministro de Transporte Florencio Randazzo. La idea era que las vías pudieran ser usadas de manera abierta por cualquier usuario. A instancias de Sturzenegger, se incluyó en esa modalidad al transporte de pasajeros. Otros proyectos que presentó vieron la luz durante la presidencia de Mauricio Macri. Entre ellos la propuesta de un ingreso supletorio cuando beneficiarios de ayuda social se integraban al trabajo formal, (implementado como el «empalme» en 2016), la eliminación del piso en el precio de las tarifas aerocomerciales, (implementado en la Presidencia de Macri, dando origen a la entrada de las aerolíneas low cost), y la modalidad de créditos indexados a la inflación que él mismo implementó en el Banco Central. 
Luego de conversaciones con la OCDE, en junio de 2015 presentó el primer proyecto sobre responsabilidad penal de empresas y personas que en sus transacciones comerciales, ofrezcan, prometan, den dinero o gratificaciones a funcionarios públicos, con el fin de beneficiarse en sus actividades económicas. Posteriormente, en el año 2017, el Poder Ejecutivo Nacional envió al Congreso un proyecto sobre Régimen de Responsabilidad Penal para las Personas Jurídicas por delitos cometidos contra la administración pública y por cohecho transnacional.

### Presidente del Banco Central de la República Argentina

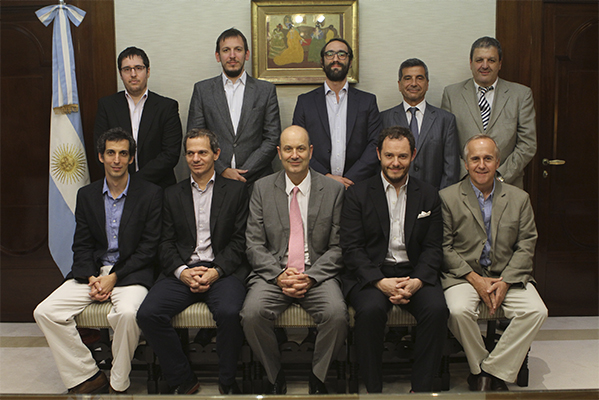
Composición del Directorio del Banco Central en diciembre de 2015.

El 11 de diciembre de 2015 Federico Sturzenegger asumió como presidente del Banco Central de la República Argentina.
El directorio del Banco Central al comienzo de la gestión de Sturzenegger estaba compuesto por Lucas Llach, como vicepresidente, Horacio Tomás Liendo (n), Demian Reidel, Pablo Curat, Fabián Zampone, Francisco Gismondi y Pedro Biscay,.
Inmediatamente se decidió por levantar los controles de capitales (conocidos como «cepo cambiario») e implementar un régimen de metas de inflación con tipo de cambio flotante. Durante su gestión también buscó mejorar la competitividad del sector financiero, lo cual derivó en el fomento de las modalidades fintech y a una puja con los bancos que derivó en la venta de la participación de las entidades financieras en la empresa Prisma que detentaba el monopolio de la marca Visa en Argentina.
A su vez implementó un agresivo programa de compra de reservas, llegando a acumular unos 55 000 millones de dólares en los dos primeros años de gestión. Sin embargo, estas reservas fueron compradas con la colocación de bonos en moneda local del Banco Central conocidos como Lebacs. La acumulación de pasivos constituyó uno de los puntos más controvertidos de su gestión. Entre principios del 2016 y fines de 2017, el BCRA compró reservas por USD 30 914 millones, equivalente a 5.7 % del PBI, y el stock de Lebacs y pases netos pasó de 7.2 % a 11.8 % del PBI. Para ese momento superaba holgadamente el 100 % de la base monetaria. En algún momento dicho stock se cuadruplicaría en pesos. Las reservas acumuladas generaban una ganancia de capital al ritmo de la devaluación del peso, pero las Lebacs generaban un interés. En los meses en los que el tipo de cambio se mantenía estable, las altas tasas de interés eran objeto de fuertes críticas. Durante el 2016, por ejemplo, el Banco Central pagó ARS 153 344 millones en concepto de intereses por la colocación de Lebacs, equivalentes a unos USD 10 000 millones, considerando el valor promedio de la divisa durante el período 2016, aunque como se dijo ese primer año prácticamente el total de las Lebacs había sido heredado de la gestión anterior[cita requerida]. Según un informe del CEPA, la política monetaria del organismo conducido por Federico Sturzenegger le costó al Estado, desde enero del 2016 a octubre de 2017 más de 419 000 millones de pesos. Sumado al stock de Letes del Tesoro Nacional que aumentó a 900 000 millones de pesos, serían unos 1.2 billones  de pesos números que dejan  ver el importante desequilibrio fiscal que experimentó el gobierno de Macri. El déficit fiscal del 2017 fue el tercero más alto de la historia.
En 2018 y 2019 producto de las devaluaciones de ese año, la política de acumulación de reservas permitió una importante mejora patrimonial del Banco, ya que las reservas se valorizaron fuertemente relativo al pasivo en pesos, particularmente las Lebacs.

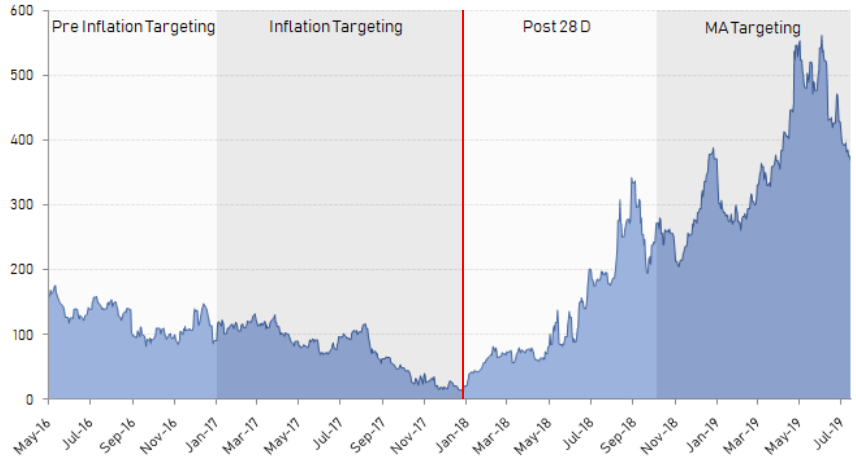
Riesgo país (EMBI+) de Argentina. La línea roja señala el 28D.

Durante 2016 y 2017 la inflación luego de un salto inicial asociado a la unificación cambiaria, entró en una trayectoria decreciente. En agosto de 2016 registró su menor inflación de 0.2 %. Hacia fines de 2017 la inflación núcleo caía al 21 % mientras que avanzaba a un ritmo del 17 % anualizado. Este proceso de desinflación también generó una fuerte reactivación de la economía, la que creció punta a punta 4 % durante 2017. Ambos permitieron bajar la pobreza a fin de año hacia el 25 % el menor valor desde 2011. En este contexto el gobierno ganó las elecciones de medio término. Pero estos números de inflación se mantenían por encima de la meta de inflación estipulada para el año, lo cual dio origen a críticas al sistema. La misma divergencia se daba en las expectativas para el año 2018 donde la meta contemplaba un máximo de 12 % de inflación y las expectativas a diciembre eran de 17.4 %. Luego del triunfo electoral, el gobierno avanzó con una reforma tributaria que bajaba impuestos, sumando al deterioro fiscal y obligó al BCRA a cambiar las metas de inflación para promover una mayor tasa de inflación, decisión que fue comunicada en una conferencia de prensa el 28 de diciembre (hecho conocido como 28D). Este cambio se hizo a pesar de la opinión de los directivos del BCRA, los cuales se oponían, argumentando que «Cambiar las metas de inflación es no tener metas de inflación», según el vicepresidente segundo del BCRA, Demian Reidel. Estos dos eventos deterioraron la credibilidad del gobierno y del Banco Central, desanclaron las expectativas de inflación y cambiarias inaugurando una segunda fase del gobierno de Mauricio Macri que fue caracterizado por fuertes turbulencias, crisis casi permanentes, caída de la actividad e inflación en alza.
El 14 de junio de 2018 renunció al cargo, y como el mismo dijo en su carta de renuncia la pérdida de credibilidad que había implicado la conferencia del 28D, lo había vuelto ineficaz en el combate contra la inflación, y había desatado un clima de turbulencias cambiarias. Intentó frenar la corrida cambiaria con un aumento de la tasa de interés al 40 por ciento, y la venta activa de reservas con las que cancelaba los títulos emitidos para comprarlas (Lebacs). Antes de su salida habría vendido unos 15 000 millones de los 40 000 que había adquirido y había reducido el stock de Lebacs por un monto equivalente. Durante este período el Tesoro, imposibilitado de refinanciar su deuda había pedido el auxilio financiero del Fondo Monetario Internacional (FMI) por 50 000 millones de dólares.
Tras 30 meses de gestión Sturzenegger dejó una inflación acumulada de 95 %, y una devaluación del peso de 175 % ya que este se había movido de 9 pesos a unos 27 pesos (aunque la primera semana de su gestión el tipo de cambio se movió a 13 pesos como producto de la unificación cambiaria). En los 18 meses restantes de la presidencia de Mauricio Macri la inflación superaría el 200 % y el tipo de cambio salto de 27 a 65 pesos por dólar.
Durante su gestión se impondría una desregulación total del mercado, lo que permitió que prácticamente cualquier persona pueda iniciar un negocio vinculado al cambio de moneda extranjera. llegándose incluso a autorizar la apertura de casas de cambio únicamente enviando un correo electrónico al Banco Central. Entre sus políticas promovió el desarrollo de las Fintech, y promovió una baja en las comisiones que las tarjetas cobraban a sus clientes, reduciendo esas comisiones a la mitad. A su vez tuvo un fuerte conflicto con los bancos por su posición monopólica en el mercado de tarjetas de crédito ya que era dueñas de la empresa Prisma que tenía la exclusividad de la marca Visa en Argentina.
Paralelamente en el período 2016 a 2018, salieron del sistema bancario unos 88 084 millones de dólares. De hecho fue esta entrada de capitales y el déficit de cuenta corriente los que son signados como uno de los problemas centrales que tuvo la economía durante este período y en parte causantes de la reversión en 2018.
A poco de finalizar su gestión se produjeron saltos cambiarios en una economía altamente dolarizada, que llevaron a que Argentina vuelva a niveles de inflación del 25 %. En los 12 meses luego de su salida, la tasa de inflación se duplicó alcanzado niveles superiores al 50 % y ubicando a Argentina entre los países de mayor inflación en todo el mundo. Fue así que en 2018 la economía nacional de Argentina fue calificada como hiperinflacionaria por el organismo regulador de Estados Unidos, la Securities and Exchange Commission (SEC), basándose a las Normas Internacionales de Información Financiera (NIIF), que regulan la presentación de balances de las empresas que cotizan en Bolsa en todo el mundo.
En su lugar fue designado Luis Caputo. Producto de la devaluación, el Banco Central perdió durante el segundo trimestre del  2018 unos 11 715 millones de pesos por operaciones concertadas en operaciones de dólar futuro, dichas perdidas se produjeron por los contratos que negoció el organismo cuando conducía Federico Sturzenegger. Tanto Sturzenegger como su reemplazante Luis Caputo, serían denunciados meses después por supuestamente montar un esquema fraudulento que permitió la fuga de más de 10 000 millones de dólares reservas, que benefició a fondos especulativos, principalmente al JP Morgan. Denuncia que no prosperó en la justicia, siendo considerada por el fiscal como una mera «crítica a la política económica» del Gobierno.
Meses después de abandonar la entidad responsabilizaría de los resultados al Jefe de Gabinete Marcos Peña y a las injerencias del poder Ejecutivo sobre el autárquico Banco Central, al respecto dijo Sturzenegger: «Ante la imposibilidad de convencer al Central, el Ejecutivo decidió avanzar de manera unilateral. Lo que ocurrió después es historia conocida. Ante el debilitamiento de la política monetaria, el tipo de cambio se disparó y se derrumbó el precio de los activos en pesos».
Como titular del Banco Central, fue el promotor de los créditos hipotecarios en Unidades de Valor Adquisitivo (UVAs), por lo que fue incluso premiado oportunamente, ya que el sistema permitió el despegue del mercado de hipotecas que alcanzó 140 000 créditos en 2017. Aun así  hubo alarmas y críticas basadas en el riesgo de inflación.

### Vuelta a la actividad política
Tras su renuncia a la presidencia del BCRA, se dedicó a la vida académica pero se mantuvo trabajando en el equipo de asesores económicos del PRO. En ese puesto, redactó junto a su equipo una serie de reformas estatales y llamó a este documento «Deróguese». Este trabajo estaría hecho para estar a disposición de la candidata a las elecciones presidenciales de 2023, Patricia Bullrich. Sin embargo, tras la derrota electoral de Bullrich, no pudiendo pasar a la instancia del balotaje, y la alianza entre el PRO y La Libertad Avanza (LLA), el trabajo fue pedido por el candidato ganador Javier Milei. El proyecto fue revaluado por los equipos de asesores económicos del PRO y de LLA, comandado por el secretario de Energía Eduardo Chirillo. Finalmente, se empezaron a aplicar los contenidos incluidos en el trabajo, publicándose una parte en forma de un decreto (DNU 70/2023) llamado «Bases para la Reconstrucción de la Economía Argentina», y otra parte en forma de proyecto de ley, llamado Ley de Bases y Puntos de Partida para la Libertad de los Argentinos.

### Ministro de Desregulación y Transformación del Estado

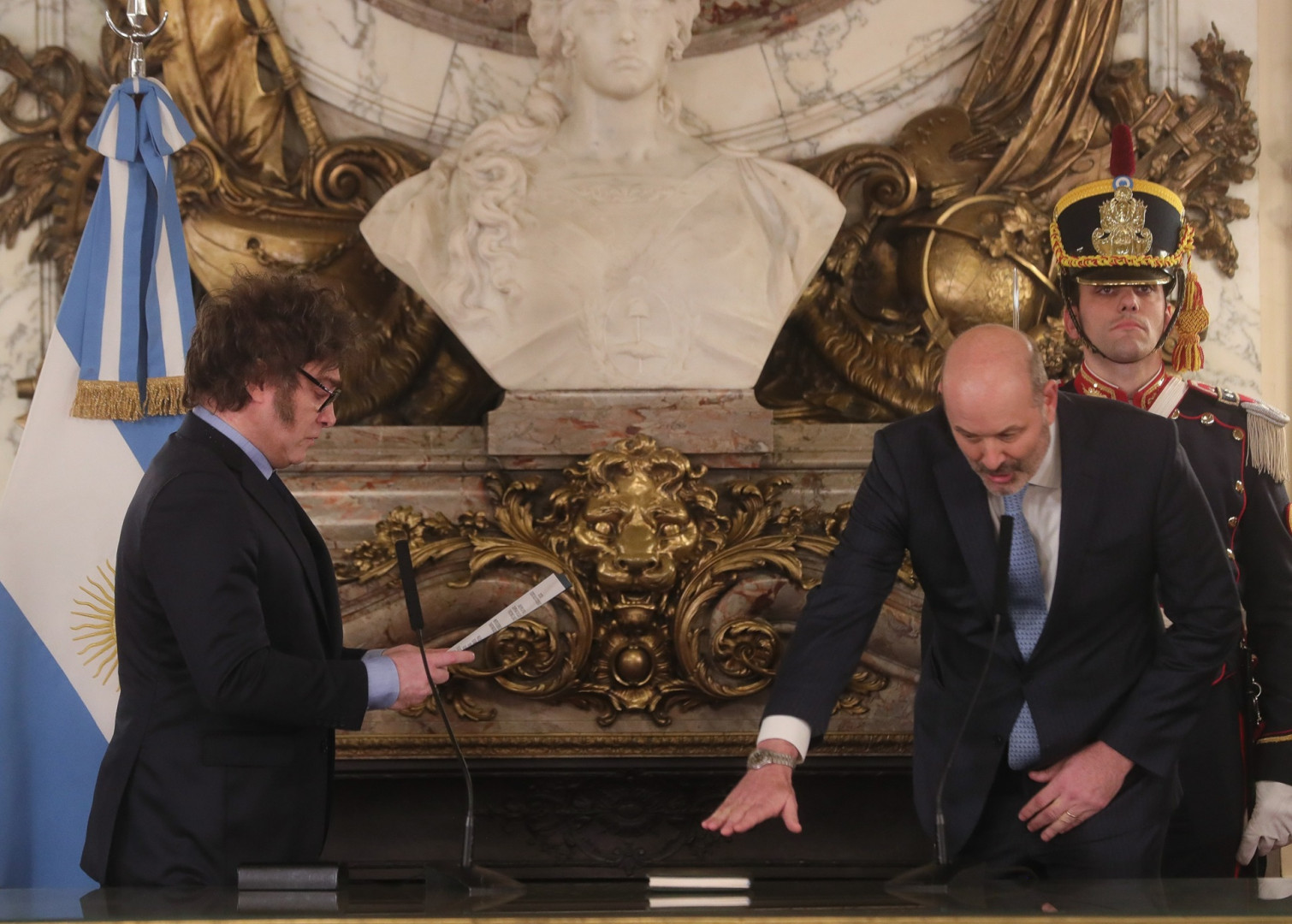
El presidente Javier Milei toma juramento a Sturzenegger, 5 de julio de 2024.

El 5 de julio de 2024, Javier Milei creó un ministerio el cual se enfocaría en implementar las reformas pensadas por Sturzenegger, y lo designó como ministro de este. El nombre del nuevo organismo fue Ministerio de Desregulación y Transformación del Estado. El mismo día de la publicación de su designación en el boletín oficial, prestó juramento.
La entrada de Sturzenegger a este ministerio estaba condicionada por la aprobación de la ley Bases, la cual le otorgaba facultades extraordinarias por un año para poder modificar normas sin tener que pasar por el Congreso.A través de estas facultades pudo realizar una serie de cambios en el Estado con el objetivo de disminuirlo: 

#### Organismos modificados o eliminados

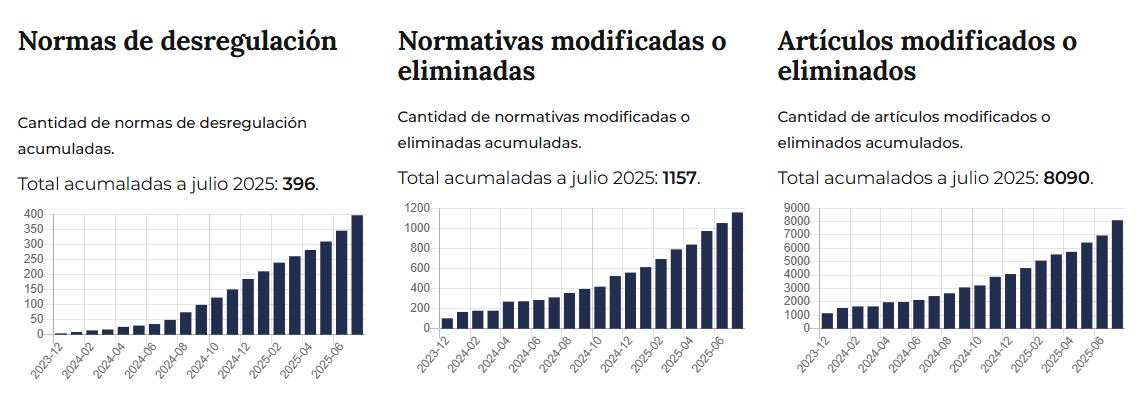
Estadísticas de desregulación tras 1 año de gestión de Sturzenegger.

- Administración Federal de Ingresos Públicos (AFIP): organismo reemplazado por la creación de la Agencia de Recaudación y Control Aduanero (ARCA), el cual cuenta con una estructura de empleados 34% menor a la del anterior ente.[109]
- Administración General de Puertos (AGP) y Subsecretaría de Puertos, Vías Navegables y Marina Mercante: organismos unificados tras la creación de la Agencia Nacional de Puertos y Navegación (ANPYN).[110]
- Télam: agencia reemplazada por la creación de la Agencia de Publicidad del Estado (APESA). De los 780 empleados que había en diciembre de 2023, 352 firmaron un retiro voluntario, 233 pasaron a formar parte de la agencia de noticias de Radio y Televisión Argentina (RTA Noticias) y 200 pasaron a formar parte de APESA.[111]
- Instituto Nacional contra la Discriminación, la Xenofobia y el Racismo (INADI): Disuelto a través del Decreto 696 / 2024.[112]
- Ente Nacional de Obras Hídricas de Saneamiento (ENOHSA): Disuelto a través del Decreto 1020/2024.[113]
- Trenes Argentinos Capital Humano (DECAHF): Disuelto a través de la Resolución 35/2024.[114]
- Ente Nacional Regulador del Gas (ENARGAS) y Ente Nacional Regulador de la Electricidad (ENRE): organismos unificados tras la creación del Ente Nacional Regulador del Gas y la Electricidad (ENRGE).[115]
- Agencia Nacional de Seguridad Vial (ANSV) y Dirección Nacional de Vialidad (DNV): las funciones de los organismos fueron trasladadas a la Secretaría de Transporte y a un nuevo Consejo Vial Federal.[116]
- Comisión Nacional de Regulación del Transporte (CNRT): comisión reemplazada por la creación de la Agencia de Control de Concesiones y Servicios Públicos de Transporte.[116]
- Instituto Nacional de Semillas (INASE) y Comisión Nacional de Semillas: Disueltos por el Decreto 462/2025 y funciones absorbidas por la Secretaría de Agricultura, Ganadería y Pesca.[117]
- Instituto Nacional de la Agricultura Familiar, Campesina e Indígena (INAFCI): Disuelto a través del Decreto 462/2025 y funciones pasadas a la Secretaría de Agricultura, Ganadería y Pesca.[117]
- Agencia Regulatoria del Cáñamo y del Cannabis Medicinal (ARICCAME): Disuelta a través del Decreto 462/2025 y funciones pasadas a la Administración Nacional de Medicamentos, Alimentos y Tecnología Médica (ANMAT).[117]
- Instituto de Enfermedades Cardiovasculares (INEC): Disuelto, alegándose que nunca funcionó a pesar de estar creado por ley desde 2015.[118]
- Instituto Nacional del Cáncer (INC): absorbido por el Ministerio de Salud.[119]
- Instituto Nacional de Medicina Tropical (INMET): integrado a la Administración Nacional de Laboratorios e Institutos de Salud (ANLIS) a través del Decreto 458/2025.[119]
- Instituto Nacional Belgraniano, Instituto Nacional Browniano, Instituto Nacional Newberiano, Instituto Nacional Juan Domingo Perón de Estudios e Investigaciones Históricas, Sociales y Políticas, y Comisión Permanente Nacional de Homenaje al Teniente General Juan Domingo Perón: institutos disueltos.[120]
- Construcción de Vivienda para la Armada (COVIARA): absorbido por Playas Ferroviarias de Buenos Aires.[120]
- Museo Sitio de Memoria ESMA y Archivo Nacional de la Memoria: fusionados en el Centro Internacional para la Promoción de los Derechos Humanos.[120]
- Instituto Nacional de Prevención Sísmica: fusionado con el Servicio Geológico Minero Argentino.[120]

Muchas de estas medidas presentaron una fuerte oposición, llegando a ser judicializadas como el cierre de la Dirección Nacional de Vialidad, en donde la justicia aceptó una medida cautelar presentada por el Sindicato de Empleados de Vialidad Nacional contra el decreto.Por otro lado, muchas de sus intervenciones que agilizaban procesos fueron cuestionadas, como las desregulaciones hechas en la ANMAT, que muchos medios relacionaron como una de las causas del caso de la distribución de ampollas de fentanilo adulteradas con bacterias, que generaron la muerte de 100 personas 
El 9 de agosto de 2024, en el marco de la firma del Pacto de Mayo, Milei lo nombró como consejero representante del Poder Ejecutivo Nacional en el Consejo de Mayo mediante el Decreto 710/2024.
Para agosto de 2025, declaró que sólo el 25 % de las reformas estipuladas en el documento «Deróguese» habían sido llevadas a cabo.

## Pensamiento

### Caracterización político-ideológica
Los colaboradores y dirigentes que trabajaron con él lo describen como un liberal progresista al estilo de Europa del Norte. Defiende el libre mercado, pero se opone a los monopolios y es pro aborto.

## Obras

### Libros
Ha escrito o participado en la elaboración de ocho libros. También ha escrito artículos en revistas y capítulos en libros de otros autores.

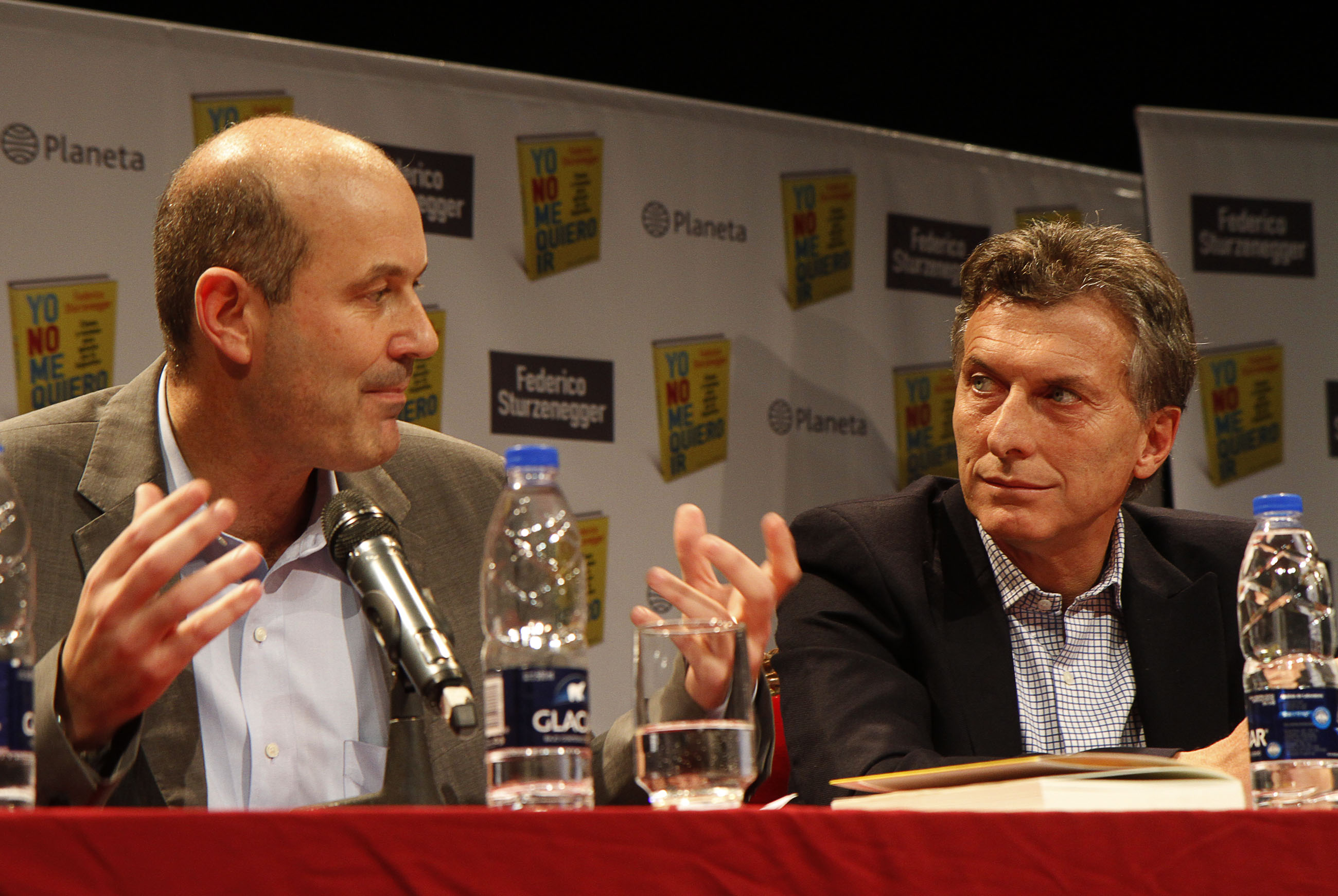
Sturzenegger junto a Mauricio Macri en la presentación de su libro Yo no me quiero ir.

- The Political Economy of Reform (en inglés). Compilado por Federico Sturzenegger y Mariano Tommasi. MIT Press. 1998. ISBN 9780262194006.
- Eduardo Levy Yeyati y Federico Sturzenegger, ed. (2002). Dollarization (en inglés). Colección de Debates y Alternativas Políticas. MIT Press. ISBN 9780262122504.
- La Economía de los Argentinos. Planeta. 2003. ISBN 978-950-49-1067-1.
- El País que Queremos. En coautoría con Sergio Berensztein y Horacio Rodríguez Larreta. Temas Grupo Editorial. 2006. ISBN 9509445258.
- Debt Defaults and Lessons from a Decade of Crises (en inglés). En coautoría con Jeromin Zettelmeyer. MIT Press. 2007. ISBN 9780262195539.
- The Natural Resources Trap - Private Investment without Public Commitment. Editores William Hogan y Federico Sturzenegger. MIT Press. 2010. ISBN 9780262013796.
- Yo No me Quiero Ir. Planeta. 2013. ISBN 9789504932925.

### Materia Oscura
«Materia oscura» es una expresión impulsada por Sturzenegger y Ricardo Hausmann para referirse a los activos «invisibles» que explican la diferencia entre estimaciones oficiales de la cuenta corriente y estimaciones basadas en los retornos actuales de la posición financiera neta.
Esta «riqueza desaparecida» es la Materia Oscura, generada por la exportación de ideas y servicios (como seguros o liquidez) no contabilizados desde EE.UU. a otras economías.
La idea no estuvo libre de críticas, Willem Buiter ha argumentado que la Materia Oscura debería resultar en una tasa de rendimiento más alta para los activos en el exterior de EE.UU. en comparación a la de los pasivos que tiene en el exterior. Sin embargo, sostiene que no hay ninguna evidencia convincente de que sea este el caso. En segundo lugar, el ingreso de los EE.UU. correspondiente a la Materia Oscura parece variar enormemente de año a año, incluso cuando surge de una característica permanente de la economía de los EE.UU. como la exportación del know-how.  Por último, Mathew Higgins, Thomas Klitgaard, y Cedric Tille, coinciden en que los activos en el exterior de los EE.UU. actualmente están subvaluados.  Sin embargo, argumentan que es aún más importante que los pasivos en el exterior están «sobre» valuados. De esta manera, los EE.UU. tienen menos pasivos en el exterior de lo que es actualmente asumido; este hecho (en vez de la Materia Oscura) explica los altos ingresos inesperados. En un artículo en 2007, Sturzenegger y Hausmann responden a algunas de estas críticas defendiendo la existencia y función de la Materia Oscura.

### Regímenes Cambiarios de facto
Junto con Eduardo Levy Yeyati elaboró el concepto de regímenes cambiarios de facto. La metodología se basaba en clasificar los regímenes aplicando la metodología de K-means clustering a la volatilidad promedio del tipo de cambio, la variación de reserves y la volatilidad de las variaciones del tipo de cambio. De esa manera se agrupa la data en función de las acciones de los gobiernos y no tanto de lo que dicen hacer. El trabajo central de esta agenda de investigación Exchange Rate Regimes: Deeds vs Words, cuenta con más de 1300 citaciones convirtiéndolo en el trabajo más citado por economistas residentes en Argentina. En algún momento, el Fondo Monetario Internacional cambió su propia definición a una que toma los conceptos de esta línea de investigación.

## Causas penales

### Causa dólar futuro
Fue sobreseído el 26 de noviembre de 2018 en la causa n° 4211/2016, caratulada «Sturzenegger, Federico Adolfo y otros s/ defraudación contra la administración pública», del registro de la Secretaría n°23, del Juzgado Nacional en lo Criminal y Correccional n°12.
En la resolución judicial se afirma que «el perjuicio a la propiedad quedó consumado en cada caso con la celebración de cada contrato, lo que torna irrelevante a los fines del delito imputado, las consideraciones formuladas por los apelantes acerca de las decisiones económicas adoptadas posteriormente por las autoridades que asumieron el 10 de diciembre de 2015».
A su vez, indican que «la actividad de Sturzenegger en cuanto a la ejecución de los contratos a futuro, se vio acotada al cumplimiento de cuanto habían formalizado las autoridades que lo presidieron, tanto en su cargo, como en el directorio de aquella sede crediticia».
La imputación era de administración fraudulenta, administración infiel en perjuicio de la administración pública y en favor de particulares, prevaricato y abuso de autoridad que según los acusadores había incrementado los pasivos del Banco Central mediante la devaluación y luego el pago, autorizado por el mismo Bonadío con lo que se configuraba una pérdida patrimonial por cerca de 70 000 millones de pesos y también se presentó como querellante la expresidenta Cristina Fernández.
Entre diciembre de 2015 y julio de 2017, el peso sufrió una devaluación cercana al 82 %, pasando de 9.83 a 17.66 unidades por cada dólar estadounidense.

### Abuso de autoridad
El 8 de marzo de 2017, el diario Página/12 publicó un artículo periodístico firmado por Irina Hauser, donde daba cuenta que en el marco de una reunión de Directores y Gerentes del Banco Central de la República Argentina, Federico Sturzenegger había exhibido una diapositiva de Powerpoint que contenía una fotografía de la hija de la expresidenta Cristina Fernández, con el interrogante «¿y con ésta qué hacemos?». En dicha reunión, Sturzenegger habría exhortado a los presentes a fin de que aporten ideas para iniciar causas penales en su contra o bien involucrarla en procesos judiciales. Finalmente, el fiscal Eduardo Taiano dio lugar a la denuncia presentada contra el presidente del Banco Central Federico Sturzenegger y a quienes integran el directorio y la gerencia del organismo, por abuso de autoridad; la fiscalía pidió al juez Luis Rodríguez que le tome declaración testimonial a los involucrados. Abierto el proceso y en particular a partir del testimonio del Gerente de Legales del Banco Central, se confirmó que dicha exhortación no había ocurrido. Sumado al hecho que la denuncia la había presentado un «anónimo», motivo el sobreseimiento de Sturzenegger. Dicho sobreseimiento se repitió luego en la Cámara de Apelaciones y en Casación.
Paralelamente el director Pedro Biscay denunció que el BCRA levantó el secreto bancario sobre cuentas del camarista federal Eduardo Freiler sin que existiera orden de un juez, para darle información al consejero de la magistratura y diputado de Cambiemos Pablo Tonelli, que impulsaba su destitución como parte de un anunciado plan del Gobierno para destituir a ciertos jueces. Sin embargo dicho denuncia no tuvo recepción favorable en la justicia. 

### FMIgate
En 2021, la Oficina Anticorrupción del gobierno argentino durante la administración de Alberto Fernández (FpV-PJ) incluyó a Federico Sturzenegger en su denuncia por FMIgate.